# Фридрих Лудвиг (Пфалц-Цвайбрюкен-Ландсберг)
Фридрих Лудвиг фон Цвайбрюкен-Ландсберг (на немски: Friedrich Ludwig von Zweibrücken-Landsberg; * 27 октомври 1619, Хайделберг; † 11 април 1681, Ландсберг) от по-младата линия Цвайбрюкен на род Вителсбахи, е пфалцграф и херцог на Цвайбрюкен-Ландсберг (1645 – 1661) херцог на Пфалц-Цвайбрюкен (1661 – 1681).

## Произход и управление
Той е единственият син на пфалцграф и херцог Фридрих Казимир фон Пфалц-Цвайбрюкен-Ландсберг (1585 – 1645) и съпругата му Емилия Секунда Антверпиана от Орания-Насау (също Амалия; 1581 – 1657), дъщеря на княз Вилхелм Орански.
През 1661 г. Фридрих Лудвиг наследява Пфалц-Цвайбрюкен от Фридрих фон Пфалц-Цвайбрюкен.
Той умира на 11 април 1681 г. на 61 години в Ландсберг и е погребан в градската църква в Майзенхайм. Цвайбрюкен-Ландсберг се обединява с Пфалц-Цвайбрюкен и е наследен от шведския крал Карл XI.

## Фамилия
Първи брак: на 17 ноември 1645 г. в Дюселдорф с пфалцграфиня Юлиана Магдалена (* 23 април 1621; † 15 март 1672), дъщеря на пфалцграф Йохан II фон Пфалц-Цвайбрюкен († 1635) и втората му съпруга Луиза Юлиана († 1640), дъщеря на курфюрст Фридрих IV фон Пфалц. Те имат 12 деца:
- Карл Фридрих (1646 – 1646)
- Вилхелм Лудвиг (1648 – 1675), наследствен принц, женен 1672 г. в Майзенхайм за пфалцграфиня Шарлота Фридерика (1653 – 1712), дъщеря на пфалцграф Фридрих фон Цвайбрюкен († 1661)
- дъщеря (1648 – 1649)
- син (1650 – 1650)
- Густав Йохан (1651 – 1652)
- дъщеря (*/† 1652)
- Карл Казимир (1658 – 1673)
- Йохан (1663 – 1665)
- Шарлота Амалия (1653 – 1707), омъжена на 19 юли 1678 г. за граф Йохан Филип фон Изенбург-Бюдинген-Офенбах (1655 – 1718)
- Луиза Магдалена (1654 – 1672)
- Мария София (1655 – 1687)
- Елизабет Кристина (1656 – 1707), омъжена I. на 24 февруари 1676/1678 г. за граф Емих XIV фон Лайнинген-Дагсбург-Емихсбург (1649 – 1684), II. през 1692 г. за бургграф и граф Кристоф Фридрих фон Дона-Лаук (1652 – 1734)

Втори брак: на 21 август 1672 г. (морганатичен брак) с Анна Мария Елизабет Хеп (* ок. 1635; † 8 март 1721, Майзенхайм), от което произлизат фрайхерите фон Фюрстенвертер. Те имат 5 деца:
- Вилхелм Фридрих (1673 – 1732)
- Карл Емилиус (1674 – 1758), женен I. за София Юлиана фон Келенбах (1683 – 1715), II. за Елизабет Доротея фон Щайнкаленфелс (1700 – 1777)
- Лудвиг Филип фон Фюрстенвертер (1676 – 1724)
- син (*/† 1677)
- Мария Елизабета (1679 – 1680/1681)